# فيليب دبليو. نويل
فيليب دبليو. نويل (بالإنجليزية: Philip W. Noel)‏ هو محامي وسياسي أمريكي، ولد في 6 يونيو 1931 في الولايات المتحدة. حزبياً، نشط في الحزب الديمقراطي. وقد انتخب حاكم رود آيلاند ‏ (2 يناير 1973 – 4 يناير 1977).